# ماسوالا كونا
ماسوالا كونا (الاسم العلمي: Masoala kona) هي نوع من النبات يتبع جنس الماسوالا من الفصيلة الفوفلية.